# Schrippenkirche
Schrippenkirche war von 1883 bis in die Mitte des 20. Jahrhunderts die volkstümliche Benennung einer Initiative in den damaligen Berliner Stadtteilen Wedding und Gesundbrunnen, die ihre an Menschen ohne Obdach gerichtete Missionstätigkeit mit der Ausgabe von Schrippen und einer Tasse Kaffee vor jedem Gottesdienst verbunden hat. Der Name „Schrippenkirche“ stand auch für das Vereinshaus in der Ackerstraße 52, in dem die Gottesdienste stattfanden. 1939 wurde die Benennung im Namen des Vereins „Schrippenkirche e. V.“ aufgegriffen. Die Benennung ist von der Berliner Schrippe abgeleitet, einem ovalen Weißmehlbrötchen mit Mitteleinschnitt.

## Geschichte

### Vorgeschichte

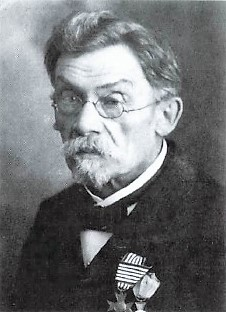
Constantin Liebich, 1920er Jahre

Aufgrund des Aufschwungs nach dem Ende des Deutsch-Französischen Kriegs und Überwindung der Gründerkrise erlebte Berlin zum ausgehenden 19. Jahrhundert einen massiven Zuzug von Arbeitssuchenden, die sich bessere Arbeits- und Lebensbedingungen erhofften. Wurden bislang Nichtsesshafte in Arbeitshäuser gebracht, war dies nun aufgrund der hohen Zahl nicht mehr möglich. Bereits 1854 hatte die Innere Mission „Herbergen zur Heimat“ für Wandergesellen gegründet, um die Verwahrlosung einzudämmen. Die städtische Armenfürsorge zählte zu der Zeit 13.000 Almosenempfänger, von denen jedoch nicht alle unterstützt wurden.
Der 1847 in Breslau geborene Journalist Constantin Liebich, Betreiber der Zeitungskorrespondenz Liebich & Pfeiffer, hatte sich aus ärmlichen Verhältnissen emporgearbeitet und war zeitweilig „auf Wanderschaft“ und obdachlos. Sein Versuch, nach Amerika auszuwandern, scheiterte schon in Belgien, weshalb er 1880 nach Deutschland zurückkehrte und in Berlin dem „Älteren Evangelischen Jünglingsverein“ beitrat. Hier begegnete er dem Prediger Adolf Stoecker, der ihn vermutlich dazu brachte, für Zeitungen zu schreiben und selbst eine Agentur zu gründen. Er schrieb für christliche und konservative Zeitungen wie den Reichsboten, die ultrakonservative Kreuzzeitung und den Bundesboten.
Die Berliner Stadtmission entstand 1877 auf Anregung des evangelischen Berliner Generalsuperintendenten und geistlichen Leiters in Berlin Bruno Brückner und hatte anfangs eine antisozialistische und antisemitische Ausrichtung. Stoecker wurde deren erster Leiter. Er engagierte sich für Kranke, Behinderte und die verelendete Arbeiterschaft und war als Prediger und Politiker eine der herausragenden Figuren eines Bündnisses von Teilen des Adels und der evangelischen Kirche, das sich mit Hilfe des Christentums den Kampf gegen die erstarkende Sozialdemokratie zur Aufgabe gemacht hatte. Die von ihm verfassten und vervielfältigten Pfennigpredigten erreichten zeitweise eine hohe Auflage. Parallel dazu gründete sich 1878 wesentlich auf Stoeckers Initiative die Christlich-Soziale Arbeiterpartei.
Liebich war ein großer Bewunderer von Stoecker, der damals sehr populär war. Weil er in seinem Leben schon viel erreicht und dabei Höhen und Tiefen erlebt hatte, hatte er aus Dankbarkeit für seinen Erfolg das Bedürfnis, „Gottes Wegen zu folgen“. Er nahm im September 1882 mit hunderten christlichen jungen Männern am Treffen der „Deutschen Jünglingsvereine“ am Hermannsdenkmal teil und war dort vom deutsch-amerikanischen Evangelisten und Gründer des ersten CVJM in Deutschland, Friedrich von Schlümbach, so beeindruckt, dass es ein Erweckungserlebnis für ihn wurde.
Bereits am 8. Oktober 1882 hielt er im „Älteren Evangelischen Jünglingsverein“ in der Oranienstraße 106 in Kreuzberg einen Vortrag zum Thema „Aus der Enge in die Weite“ und gewann andere mit seiner Idee eines Frühstücksgottesdienstes für Arbeits- und Obdachlose. Noch am selben Tag wurde der „Verein Dienst an Arbeitslosen“ informell gegründet. Die ersten Mitglieder waren zwei anwesende christliche Handwerker, ein Kandidat der Theologie sowie Liebich selbst. Für den ersten Gottesdienst ergab eine Sammlung neun Mark. Im Dezember 1882 gründete Liebich dann formell den „Verein Dienst an Arbeitslosen“.
Zunächst wurden in der Oranienstraße Morgenandachten mit Frühstück für Obdachlose organisiert und dabei auch die stöckerschen Pfennigpredigten verteilt. Am 22. Oktober 1882 fand die erste Andacht mit 25 Gästen statt, die meisten von ihnen aus der benachbarten „Herberge zur Heimat“. Am darauffolgenden Sonntag kamen schon 35 Obdachlose und am dritten Sonntag 43. Bei den Andachten erhielt jeder eine Tasse Kaffee und zwei Schrippen, was zahlreiche Besucher anzog. Allerdings waren die zerlumpten und oft von Ungeziefer befallenen Besucher von der Leitung des Vereinshauses nicht gern gesehen, weshalb man für die Weihnachtsfeier einen anderen Raum suchte, den man in der Lindenstraße fand. Aber auch hier duldete der Hausverwalter keine weiteren Veranstaltungen.
Ein neues Domizil fand man im ehemaligen 300 Personen fassenden Tanzlokal „Fürst Blücher“ am Weddingplatz, Müllerstraße 6, das von den Gemeinden St. Michael und Nazareth aufgekauft worden war, um es zu einem christlichen Vereinshaus umzubauen. Vereinsvorsitzende waren Eduard von Pückler, der Mitbegründer des CVJM, und Pfarrer Diestelkamp. Durch die Vermittlung Adolf Stoeckers konnten sie das Vereinshaus für ihre Frühstücksgottesdienste nutzen.
Zum ersten Gottesdienst im Januar 1883 erschienen nur sieben Besucher, aber die Frühstücksgottesdienste sprachen sich schnell herum, sodass nach kurzer Zeit bis zu 385 Gäste kamen. Predigten hielten Pfarrer Hapke von der Böhmisch-Reformierten Gemeinde, Pfarrer Diestelkamp von der Nazareth-Gemeinde und gelegentlich Adolf Stoecker. Ansprachen hielten der Hofprediger Frommel oder Oberkonsistorialrat Bayer. Die Vorbereitungen für den Gottesdienst, Aufstellen der Tische, Kaffee kochen und Verteilen der Schrippen machten junge Männer aus umliegenden Kirchengemeinden. Zu den Gottesdiensten erschienen nur Männer, für Frauen gab es keine vergleichbaren Veranstaltungen, aber eigene Frauenasyle.

### 1883–1902

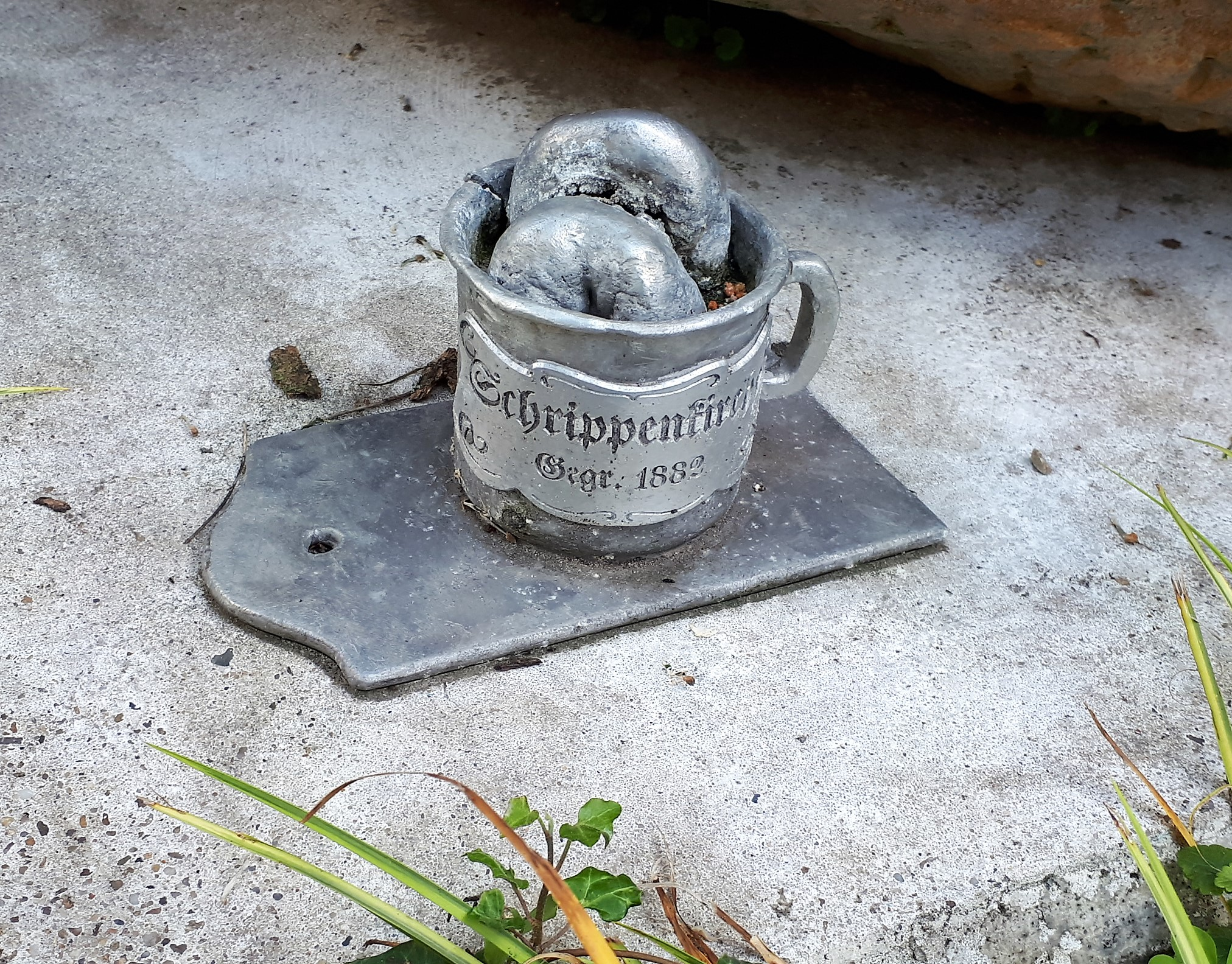
Skulptur Kaffeebecher von Michael Spengler

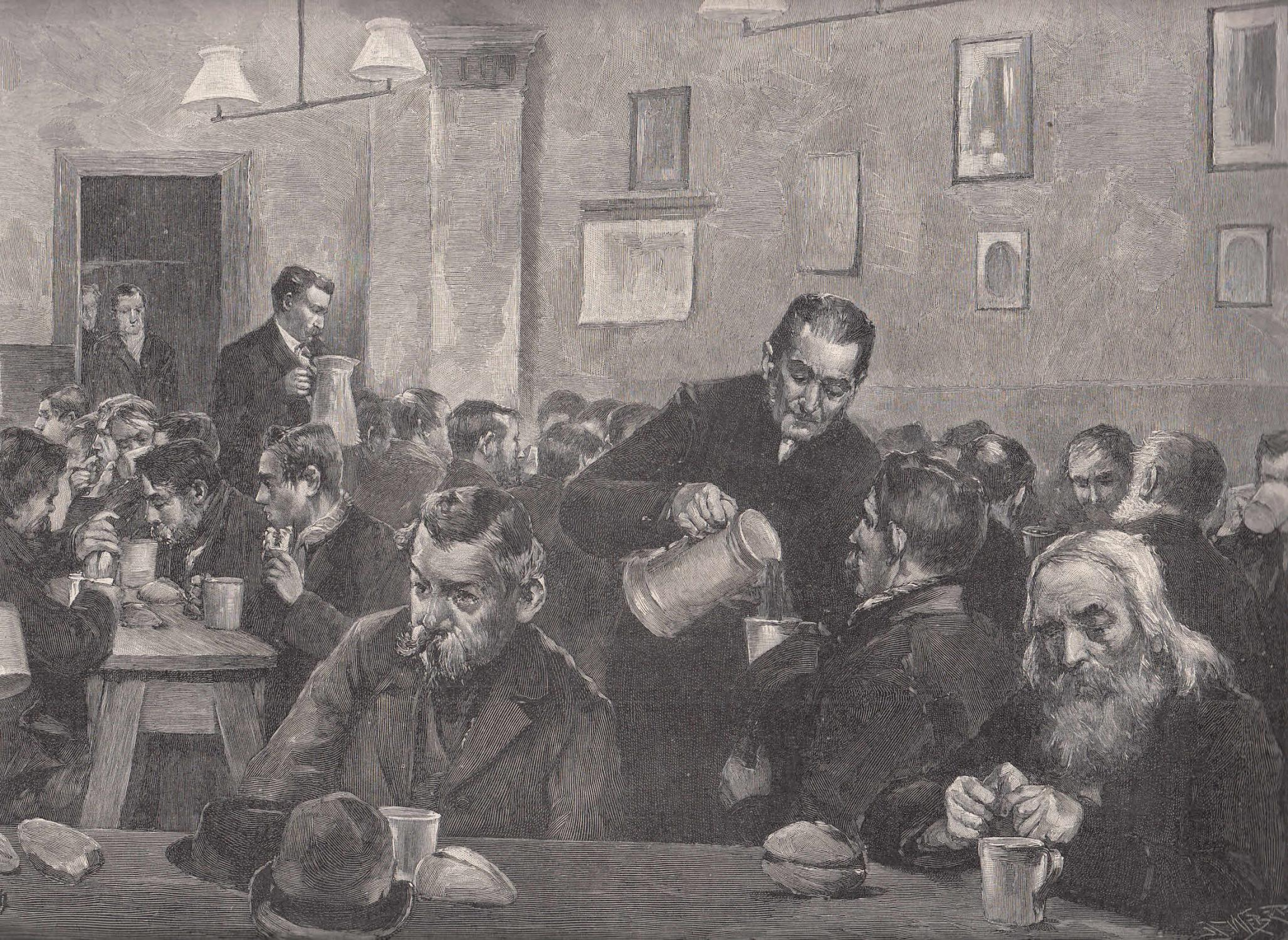
Sonntagnachmittag in einer „Schrippenkirche“ zu Berlin im Jahre 1889. Arme Menschen werden bei einem Schrippengottesdienst mit Tee und Schrippen versorgt.

Die vom Volksmund nun „Schrippenkirche“ genannten Gottesdienste sollten die nächsten 20 Jahre im Winter hier stattfinden und machten den Verein in ganz Berlin bekannt. Um den Obdachlosen Arbeitsmöglichkeiten zu schaffen, nahm Liebich Kontakt mit Friedrich von Bodelschwingh, einem engen Freund von Stoecker auf, der im Vorjahr die Arbeiterkolonie Wilhelmsdorf gegründet hatte. Nach deren Vorbild gründete der „Verein Dienst an Arbeitlosen“ den „Verein für Berliner Arbeiterkolonien“, der im April 1881 in der Reinickendorfer Straße 36a ein Grundstück erwarb und den Obdachlosen gegen Arbeit Kost und Logis bot.
1887 konnte der Verein im Haus der Berliner Stadtmission in der Straße Am Johannistisch 6 in Kreuzberg eine zweite Schrippenkirche eröffnen, die sich dauerhaft etablierte. 1888 war die Existenz der Schrippenkirche gefährdet, sie konnte aber durch die Spende von Mary von Waldersee und eines bis dato unbekannten Spenders gerettet werden.
Die Arbeit der Schrippenkirche finanzierte sich in den Gründungsjahren aus Spenden von Pfarrern und Kirchenmitarbeitern und aus Adelskreisen. Hierzu gehörte eine einmalige Spende von 150 Mark des späteren Kaiserpaares Prinzessin Auguste Viktoria und Prinz Wilhelm von Preußen. Andere Spender waren Eduard von Pückler, Gründer der christlichen Gemeinschaftsbewegung „St. Michael“, und weitere Adelige. Die meisten Spenden kamen aber von Berliner Handwerksmeistern, Ladeninhabern, Lehrern und kleinen Angestellten. Die stoeckerschen Pfennigpredigten erhielt der Verein unentgeltlich. Auch von den Zeitungen, für die Liebich schrieb, konnte er Spenden einwerben. Ab 1891 gab das Evangelisch-Kirchliche Hilfswerk jährlich 5000–6000 Mark zum Erhalt der Schrippenkirche, was 1893 zur Gründung der Abteilung Jugendhilfe führte, die aber trotz eines angestellten Jugendhelfers klein blieb, da ihr ein Raum fehlte. Ein Ziel der Jugendarbeit war die Vermittlung von Jugendlichen an märkische Gutshöfe, wovon man sich eine sichere Zukunft der Jugendlichen versprach.
Ab 1898 bis 1933 wurde vierteljährlich unter dem Titel Aus dem dunkelsten Berlin über die Vereinsaktivitäten berichtet, wobei regelmäßig rührende Dankschreiben zitiert sowie konkrete Zahlen präsentiert wurden.
Viele Kunden, wie man die Besucher nannte, kamen aus dem 1896 eröffneten Obdachlosenasyl „Die Palme“ und der 1897 errichteten Wiesenburg. Die Schrippenkirche war ein Anziehungspunkt für Obdachlose, da sie hier geduldet wurden und auch weil ihre Helfer den Obdachlosen pragmatisch und mitfühlend entgegentraten. Am 30. August 1900 wurde der „Verein Dienst an Arbeitslosen“ in das Vereinsregister eingetragen.

#### Umzug in die Ackerstraße
Im Jahr 1900 war der Versammlungsort in der Müllerstraße zu klein geworden, es kamen bis zu 500 Besucher zu den Morgenandachten, auch die Räume für die „Jugendhilfe“ waren zu klein. In dieser Situation schenkte der reiche Gönner, der zu Lebenszeiten anonym bleiben wollte, dem Verein das Grundstück Ackerstraße 52 Ecke Hussitenstraße 71 mit Vorderhaus und Stallgebäuden im Wert von 162.000 Mark. In der näheren Umgebung des Grundstücks fanden sich Meyers Hof, die Fabrikanlagen der AEG, die Wohnanlage des christlich geprägten Vaterländischen Bauvereins; zum Obdachlosenasyl Wiesenburg waren es nur zwei Kilometer. Am 29. September 1900 konnte der „Verein Dienst an Arbeitslosen“ in das Grundbuch eingetragen werden und im Herbst des Jahres eröffnete er im Wohnhaus Ackerstraße 52 das Vereinsbüro.
In den folgenden zwei Jahren fanden zahlreiche Bauarbeiten und Umbauten statt. Im Vorderhaus an der Ackerstraße entstanden 20 dringend gesuchte Kleinwohnungen mit Toiletten und eine Waschküche. Im Frühjahr 1901 begannen die Bauarbeiten zu einem neuen Wohnhaus an der Hussitenstraße und am 7. Dezember 1901 erfolgte die Grundsteinlegung zu dem Quergebäude in der Mitte des Grundstücks, der eigentlichen Schrippenkirche. Architekt wurde das Vereinsmitglied Fritz Fuhrmann. Später schenkte der Förderer dem Verein noch das Nachbargrundstück Ackerstraße 51.
Das Wohnhaus Hussitenstraße 71 mit zwölf Wohnungen und einem Laden wurde am 27. Januar 1902 fertiggestellt. Das Quergebäude mit dem neuen Vereinshaus wurde am 5. Oktober 1902 eingeweiht und eröffnet. Die Baukosten des Hauses betrugen 180.000 Mark.

#### Hermann Fölsch

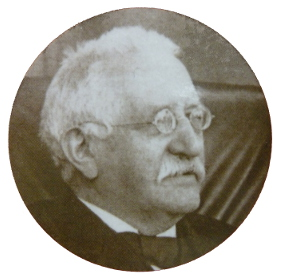
Hermann C. J. Fölsch

Die Baukosten übernahm Hermann Fölsch, der mit dem Handel von Chilesalpeter ein Vermögen verdient hatte. Fölsch, der bis zu seinem Tod der ungenannte Gönner bleiben wollte, wurde in der Gemeinde als edler Wohltäter, uneigennütziger Mann, als tiefgläubiger Christ idealisiert und als Rittergutbesitzer bezeichnet. Seit 1891 gehörte ihm das Gut Moholz bei Görlitz; er profitierte durch die Vermittlung von Arbeitskräften auf sein Gut. Er schloss sich der Herrnhuter Brüdergemeine an. Befreundet mit Johannes Wichern, engagierte er sich für soziale Projekte, wozu auch die Innere Mission und die Schrippenkirche gehörte.

### 1902–1918
Der erste Gottesdienst des Vereins „Dienst an Arbeitslosen“ in der neu errichteten Schrippenkirche fand am 12. Oktober 1902 statt. Die Obdachlosen aus den Asylen in der Fröbel- und Wiesenstraße kamen in aller Frühe zur Ackerstraße und warteten auf die Öffnung der Schrippenkirche. Manche hatten auch auf der Straße übernachtet. Die ehrenamtlichen Helfer stellten Tische und Bänke für den Gottesdienst auf und verteilten 600 Portionen Kaffee und Schrippen. Gegen 6:30 Uhr wurde der Saal geöffnet und die Besucher eingelassen, wobei jeder ein religiöses Blatt erhielt. Ab 7:30 Uhr wurden die ersehnten Schrippen verteilt und nach Gesang und Gebet der Kaffee in die verteilten Becher ausgeschenkt. Nun war für 20 Minuten „Frühstückszeit“. Es folgte die Predigt und eine Einladung zum Verweilen: „Kommt ihr jungen Leute! Laßt euch raten! Laßt euch helfen! lasset euch versöhnen mit Gott mit euren Eltern! Ergreifet die rettende Hand! Bleibt noch ein wenig hier! Wir wollen mit euch sprechen.“ Die Besucher, die hauptsächlich wegen der Schrippen kamen, blieben während der Predigt meist ruhig und nahmen sie als dazugehörend hin. Einige verweigerten die Teilnahme am Gebet und falteten nicht die Hände, andere verließen bereits nach dem Essen die Kirche. Nach einer Stunde war der Frühstücksgottesdienst beendet.
Die Schrippenkirche gehörte zur Versöhnungsgemeinde, aber hier hielten Pfarrer aus allen Gemeinden des Weddings die Predigt, z. B. aus dem von Wilhelm Boegehold gegründeten Lazarus-Krankenhaus und der Berliner Stadtmission. Manchmal hielt Liebich oder andere Vereinsmitglieder die Andacht, jedoch kamen auch die Hofprediger.
Die Vereinsarbeit musste sich nun nicht mehr auf sonntägliche Gottesdienste beschränken; die Schrippenkirche blieb die erste Möglichkeit zur Kontaktaufnahme mit Obdachlosen.
Am 13. Dezember 1901 wurde ein anfangs nur aus einem Zimmer bestehendes Jugendheim eröffnet, das bei Obdachlosigkeit vorübergehend Schlaf- und Wohnmöglichkeiten bot. 1903 wurde das Heim durch eine „Zufluchtshalle“ ergänzt, die von den obdachlosen Jugendlichen unter 20 Jahren auch tagsüber genutzt werden konnte, da diese für die städtischen Wärmehallen zu jung waren. Die Jugendlichen mussten einen „Meldezettel“ ausfüllen, der von den Mitarbeitern des Vereins vervollständigt und kommentiert wurde. Das Heim sollte einem „Familienkreis mit Zucht und Ordnung“ gleichen. Über 100.000 dieser Meldezettel hatten sich bis zum Ende des Kaiserreichs angesammelt. Bis zum Beginn des Ersten Weltkriegs vergrößerte sich das Jugendheim ständig und wurde durch ein Männerheim ergänzt. Zudem wurden eine Schreibstube und ein „Adressenbüro“ zur Arbeitsvermittlung gegründet. Ein Ziel war die Arbeitsvermittlung von Jugendlichen und jungen Männern „Auf’s Land“. Die meisten Zugezogenen kamen aus den Ostprovinzen nach Berlin in der Hoffnung, hier bessere Arbeits- und Lebensbedingungen zu finden, weshalb dort Arbeitskräftemangel herrschte. Allerdings erfüllte sich der Wunsch auf einen Arbeitsplatz nicht immer, was nicht selten zu Arbeits- und Obdachlosigkeit führte. War eine Rückkehr der Jugendlichen zu den Eltern oder Lehnsherren nicht möglich, wurden sie als Landarbeiter vermittelt, entsprach doch das Landleben mit der Härte der Landarbeit und der patriarchalischen Behandlung den pädagogischen Vorstellungen des Vereins.
Liebich, der bisher ehrenamtlicher Vereinsvorsitzender war, leitete von 1901 bis 1909 den Verein „Dienst an Arbeitslosen“ als besoldeter Direktor. Sein Nachfolger wurde Direktor Gilweit, der 1894 als Jugendhelfer im Verein angefangen hatte. Er erhielt ein Jahresgehalt von 4000 Mark und konnte mietfrei eine 5-Zimmer-Wohnung im Vereinsgebäude bewohnen, was zu Kritik im sozialdemokratischen Vorwärts führte. Neuer Vereinsvorsitzender wurde Hofkammerrat Otto Eismann, der vier Jahre zuvor als erster Akademiker Vereinsmitglied geworden war. Nach Auseinandersetzungen im Verein wurde Liebich 1909 mit 63 Jahren und 200 Mark monatlich in den Ruhestand versetzt.
Im März 1902 konnte in der Ackerstraße 52 die „Brockensammlung“ eröffnet werden. Nach dem Vorbild Bodelschwinghs, der sich an dem Wunder Jesu von der wundersamen Brotvermehrung und dem Jesus-Wort „Sammelt die übrigen Brocken, dass nichts umkomme“ (Joh 6,12 ) orientierte, errichtete der Verein eine eigene Arbeitsstätte, in der Bewohner des Jugendheims und einige ältere Arbeitslose Beschäftigung fanden. Die Einnahmen aus der Brockensammlung waren eine willkommene Unterstützung für den Verein.
Für die Sammlung der „Brocken“ wurden „Brockenkarten“ verteilt, auf denen die Berliner aufgefordert wurden, überflüssigen Hausrat, Kleidung, Spielzeug oder Möbel zu spenden. Von den „Heimlingen“ wurden die Spenden mit Pferdewagen oder Handkarren abgeholt, um anschließend aufbereitet, d. h. sortiert, gereinigt und gegebenenfalls instand gesetzt zu werden. Anschließend kamen die Sachen in den Verkauf. Bei einer Sammlung kamen laut Eingangsbuch am 11. Februar 1903 die folgenden Sachen zusammen: „zwei eiserne Bettgestelle, ein Hut, ein Waffeleisen, eine Fußbank, ein Stuhl, sechs Schirme, ein Teekessel, Papier, Lumpen, vier Hosen, zwei Westen, ein Jacket, sechs weiße Hemden, zwei wollene Unterhosen, sechs Paar Stiefel, eine Matratze, Papier, Bücher, eine Handnähmaschine und ein Säbel.“
Die Werkstätten, Magazine und das Verkaufslokal erstreckten sich auf den Hofgebäuden der beiden Grundstücke Ackerstraße 51 und 52 über vier Etagen. Käufer für Kleidung waren hauptsächlich Frauen aus der nahen Umgebung und arbeitslose Männer. Nicht selten wurden auch auf Bitten von Pfarrern oder der städtischen Armenfürsorge ganze Wohnungen eingerichtet, wenn durch Krankheit, Alter oder bei alleinerziehenden Müttern die Wohnungseinrichtung im Pfandhaus versetzt war. Die Einrichtung mit dem „KaDeWe“ (Kaufhaus des Weddings) wurde immer beliebter, da sie arbeitslosen Handwerkern und obdachlosen Jugendlichen oft stundenweise oder auch über einen längeren Zeitraum hinweg Arbeit gab. Es gab aber auch frühzeitig Nachahmer des Modells: direkt gegenüber in Meyers Hof richtete ein Geschäftsmann eine „Zentral-Brockenhalle“ ein, in der ebenfalls Trödelwaren verkauft wurden. Der Verein führte einen Prozess gegen diesen Geschäftsmann, den er aber verlor, da der von Bodelschwingh geprägte Ausdruck „Brocken“ nicht geschützt war.
Mit Kriegsbeginn wurde die Schrippenkirche und die Schreibstube mit der Arbeitsvermittlung geschlossen, während die anderen Bereiche des Vereins vorerst ihre Arbeit fortsetzten. Ein großer Teil der Helfer und der Jugendlichen wurde zum Kriegsdienst eingezogen. Stattdessen wurden nun deutsche Flüchtlinge aus Ostpreußen versorgt. Viele Arbeitslose wurden in der Rüstungsindustrie beschäftigt. Da der Direktor des Vereins, Gilweit, inzwischen zurückgetreten war und sein Nachfolger von Oettingen von der Inneren Mission als Organisator der Kriegsbeschädigten-Fürsorge angefordert wurde, bat der Vereinsvorstand 1915 Liebich wieder das Amt des Direktors zu übernehmen.
1915 fanden wieder Frühstücksgottesdienste statt, jedoch gab es keine Schrippen mehr. Stattdessen wurde Schwarzbrot verteilt und später nur noch Kaffee ausgeschenkt. 1916, während des Steckrübenwinter, erlaubte die Hauptbrotkommission des Berliner Magistrats noch einmal die „Darreichung von Gebäck“, die aber im Winter 1917 eingestellt wurde. Danach wurde die Schrippenkirche geschlossen, ebenso wie die Brockensammlung, da niemand mehr etwas entbehren konnte. Von der Front kamen viele Todesmeldungen, auch Liebichs Sohn Erst gehörte zu den Gefallenen.

### 1918–1945
Nach dem Krieg gab Liebich das Amt des Direktors wieder ab und empfahl den Sohn eines Jugendfreundes als Nachfolger. Als dieser nach wenigen Jahren starb, wurde das Vorstandsmitglied Williamowsky Direktor. Am 29. Dezember 1928 verstarb Constantin Liebich, der Gründer des „Vereins Dienst an Arbeitslosen“, mit 81 Jahren in Berlin.
Die Novemberrevolution 1918 ging am Verein relativ spurlos vorbei, lediglich eine verirrte Gewehrkugel beschädigte das Eingangstor. Es blieben aber 40.000 Mark Schulden, mit denen der Verein die neue Epoche beginnen musste. Der Verein nahm Kontakt zu den Arbeiter- und Soldatenräten auf und stellte den Saal für entlassene Soldaten zur Verfügung. Die Vereinsmitglieder beteten mit ihnen. Mit der Einführung der Verordnung über die Erwerbslosenfürsorge vom 13. November 1918 ging die Nachfrage nach Arbeitsvermittlung und Jugendhilfe des Vereins stark zurück. Den neu gewonnenen Freiheiten und den neu entstehenden Foren des Zusammenlebens stand der Verein verständnislos und ablehnend gegenüber.
Im Oktober 1919 konnten die Frühstücksgottesdienste wieder aufgenommen werden. Während der Woche organisierte der Verein die Quäkerspeisung für über 400 Kleinkinder und werdende Mütter. Die 
Räume benutzte das Blaue Kreuz und Heimarbeiterinnen für Versammlungen, die dafür Miete zahlten. Auch die Brockensammlung konnte wieder ihre Arbeit aufnehmen. Aufgrund der guten Beziehungen zum Militär erhielt der Verein den Auftrag, die Verwertung von Altsachen aus dem Reichsheer zu übernehmen, und sicherte so sein Bestehen. Aus militärischen Ausrüstungsgegenständen entstanden Handschuhe, Hosenträger, Kindermäntel oder Schulranzen, die dann im „KaDeWe“ billig verkauft wurden. Es wurde auch eine „Volksküche“ für die Ausgabe von Suppe eingerichtet. Während der Inflationszeit fuhren die Helfer auch selber übers Land um ihre Waren gegen Lebensmittel einzutauschen.
In der Weimarer Republik ging die Spendenfreudigkeit stark zurück, da das Bürgertum selber verarmt war oder nicht spenden wollte, da es der Republik feindlich gegenüber stand. Stattdessen übernahm die öffentliche Hand einen Teil der Sozialarbeit der Vereine. Die Jugendhilfe musste geschlossen werden, da dieser Bereich von staatlichen Stellen mit reformpädagogischen Konzepten übernommen wurde. Während der Weltwirtschaftskrise gewannen aber wieder konservative Kräfte die Oberhand und die finanziellen Mittel versiegten. Im Wohnheim konnten deshalb nur noch volljährige Männer unterkommen.
Im Januar 1933 konnte das 50-jährige Bestehen des Vereins gefeiert werden. Gleich nach der „Machtergreifung“ der Nationalsozialisten fand im gegenüberliegenden Meyers Hof die Verhaftung der bekannten „politischen Führer“, die eben noch einen Mieterstreik angeführt hatten. Der Inspektor Friedrich Gistel in der Vereinszeitschrift Aus dem dunkelsten Berlin:

„Seit Deutschland wieder einen Führer hat, der mit Gott Recht und Gerechtigkeit dem deutschen Volke schaffen will, hat es den Anschein, als ob damit gleichzeitig der obdachlose und arbeitslose Wanderer den Weg der Hoffnungslosigkeit verlassen und auch neues Vertrauen gewinnen will zu dem, der alles neu machen kann und wird: Jesus Christus.“

Bereits 1933 wurden „Bettelrazzien“ durchgeführt und Obdachlose oder sozial Auffällige in Arbeitshäuser eingewiesen. Nach dem Gesetz zur Verhütung erbkranken Nachwuchses konnten auch Alkoholiker zwangssterilisiert werden. 1936, dem Jahr der Olympischen Spiele, übernahm der Staat die Arbeitsvermittlung und Stellenzuweisung, es herrschte wegen der beginnenden Kriegsvorbereitungen sogar Arbeitskräftemangel. Arbeitsverweigerung und Obdachlosigkeit führte zu einer Lagereinweisung. Laut einem Verwaltungsbericht von 1936 war das Obdachlosenproblem im Bezirk Wedding gelöst.
Die nun nicht mehr benötigten Räume in der Ackerstraße wurden von der Hitlerjugend und der Nationalsozialistischen Volkswohlfahrt genutzt. Die Hilfesuchenden waren jetzt hauptsächlich Alkoholiker, psychisch Kranke, Behinderte und entlassene Strafgefangene, die keine Unterkunft hatten, sowie volljährig gewordene Waisen, die aus Waisenhäusern entlassen waren. Die Brockensammlung konnte wieder aufgenommen werden und die Frühstücksgottesdienste fanden regen Zuspruch.
Da es nun offiziell keine Arbeitslosen mehr gab, war auch der Vereinsname „Dienst an Arbeitlosen“ unpassend. Auf Anraten des Polizeipräsidenten und Empfehlung des Evangelischen Konsistoriums beschloss die Mitgliederversammlung die Umbenennung des Vereins in „Schrippenkirche“. Im Juli 1939 wurde die „Schrippenkirche e. V.“ ins Vereinsregister eingetragen und die Arbeitslosen aus der Wahrnehmung verschwunden. 1943 verlangte der Polizeipräsident eine Satzungsänderung des Vereins, der nun seine soziale Arbeit allen „Volksgenossen ohne Berücksichtigung der Konfession zur Verfügung stellen sollte“. Zudem musste eine Aufstellung aller Vorstandsmitglieder mit Angaben zur „Rassezugehörigkeit“ und Mitgliedschaft im Verein sowie Parteizugehörigkeit erstellt werden, die Direktor Williamowski der Polizei übergab. Während des Krieges kamen viele Fremd- und Zwangsarbeiter sowie Kriegsgefangene in den Wedding. In den Räumen der Ackerstraße 51 und 52 wurde nun ein Ausländerlager für die Arbeiter der Brotfabrik Wittler eingerichtet. Das Haus Ackerstraße 52 wurde zerstört und das Quergebäude beschädigt.

### 1945–1980

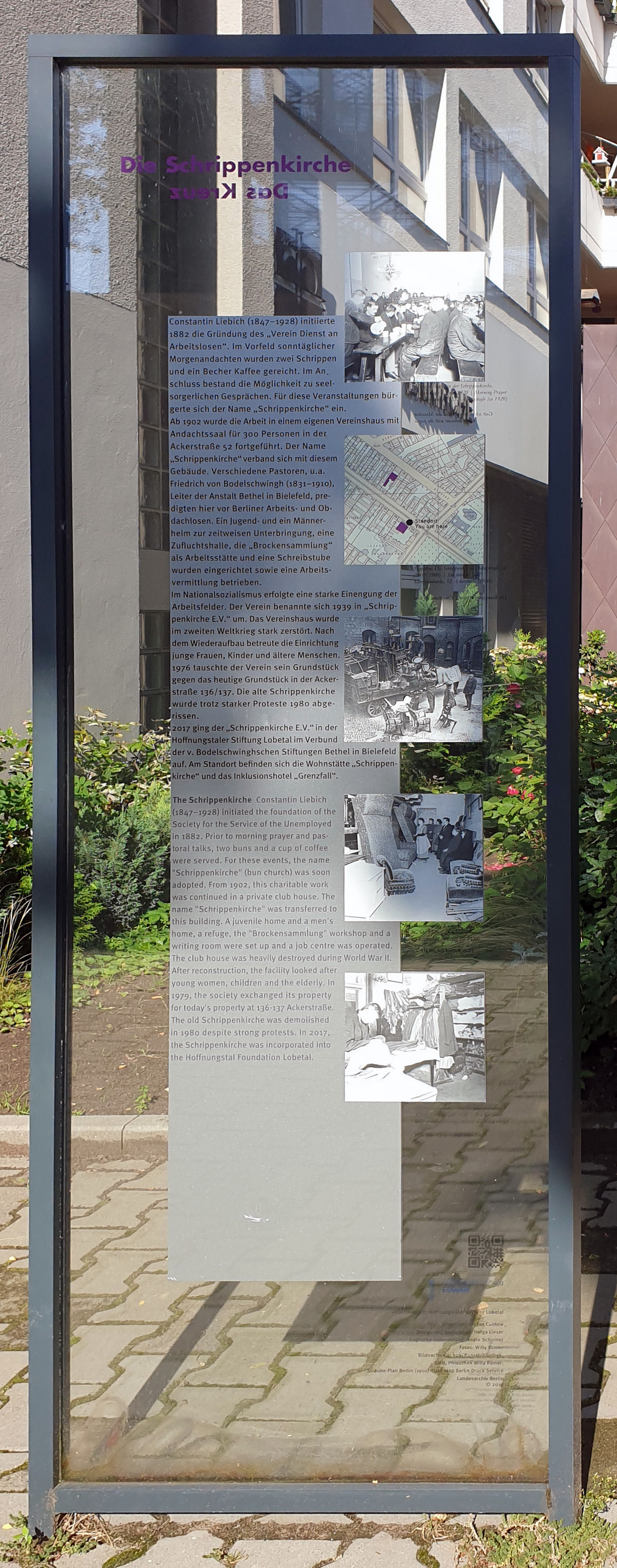
Gedenktafel am Haus, Ackerstraße 137, in Berlin-Gesundbrunnen

In der unmittelbaren Nachkriegszeit hatten sich in dem beschädigten Haus Obdachlose niedergelassen, sowohl ehemalige Schlafgäste des Wohnheims als auch andere, die hier gestrandet waren. Im August 1945 besichtigte der stellvertretende Amtsarzt des Bezirks Wedding die „Schrippenkirche“. In seinem Bericht an das Gesundheitsamt Wedding schrieb er:

„Ich habe heute im Rahmen der Seuchen-Bekämpfung das Hinterhaus Ackerstraße 52 – sogenannte Schrippen-Kirche – besichtigt und dabei folgendes festgestellt: Das Haus ist mit ca. 40 alten, ledigen Männern belegt. Der Gesundheitszustand dieser Männer ist schreckerregend, und für den Zustand des Hauses gibt es kaum noch Worte. Wanzen und Läuse liegen beinahe, ohne Übertreibung gesagt, bergeweise umher. Auch ein Toter lag über 24 Stunden in einem Raume. Im Keller floß die Kloake und verbreitete einen unmenschlichen Gestank. Das Haus in seinem jetzigen Zustand ist ein Seuchenherd und muss deshalb geschlossen werden.“

Erst nach zwei Monaten fand sich eine neue Unterkunft für die Männer, worauf das Heim geschlossen wurde. Die ehemaligen Helfer waren verschwunden und der ehemalige Direktor Williamowski nach Süddeutschland geflüchtet. Das Bezirksamt beschlagnahmte das Haus um hier ein Flüchtlingslager einzurichten, obwohl das Gesundheitsamt das Haus als unbewohnbar betrachtete. Die Einrichtung, Herde, Öfen und Türen waren gestohlen und die Kanalisation war zerstört. Dabei kam es zu Auseinandersetzungen mit der Inneren Mission, die Besitzansprüche für den darnieder liegenden Verein geltend machte. Erst nachdem sich Probst Grüber vom Beirat des Magistrats für kirchliche Angelegenheiten einschaltete, gab der Bezirk seine Ansprüche auf. Zwischenzeitlich hatte sich der Verein neu konstituiert, die Vereinsmitglieder kamen hauptsächlich aus der benachbarten Versöhnungskirche, Vorsitzender war Superintendent Werbeck von der Zionskirche. Mit den Mieteinnahmen eines Hauses, das der Verein in der Strelitzer Straße besaß, und Spenden der Inneren Mission von 20.000 Mark konnte der Wiederaufbau beginnen.
Da die Schrippenkirche in ihrer bisherigen Form nicht wieder herstellbar war, plante man in Absprache mit der Inneren Mission ein Jugend- und Lehrlingsheim sowie ein Heim für „gefallene Mädchen“ zum 1. Oktober 1948 einzurichten. Noch gab es aber Bewohner aus der ersten Nachkriegszeit im Gebäude, die sich weigerten auszuziehen. Drei alte Frauen wurden schließlich von der Schrippenkirche übernommen. Es dauerte aber auch durch die Auswirkungen der Berlin-Blockade noch bis zum 1. Oktober 1949, bis das Gebäude durch ausländische Studenten renoviert wurde und das Heim für obdachlose, gefährdete Mädchen und ein Altersheim für Frauen eröffnen konnte. Nach der Reparatur der Einrichtung wurde es von der Inneren Mission zur Verteilung von CARE-Paketen genutzt. Die Innere Mission verlegte zwanzig Mädchen, Kriegswaisen oder Mädchen aus zerrütteten Familien, aus ihrem aufgelösten Mädchenheim in der Marburger Straße in Charlottenburg in das neue Heim. Die Leitung übernahmen nun Schwestern des Diakonissenmutterhauses Salem aus Berlin-Lichtenrade unter der Diakonisse Christiane Höner.
1953 konnte der große Saal als Andachtsraum eingerichtet und durch Bischof Otto Dibelius geweiht werden. Hier fanden nun Gottesdienste statt, die ein wichtiger Teil der Heimarbeit waren. 1954 lebten im Heim 100 Bewohnerinnen. Da die benachbarte Versöhnungskirche im Ostsektor und die Schrippenkirche im Westsektor lag, aber der größte Teil der Gemeindemitglieder im Westsektor wohnte, besuchten Gemeindemitglieder, die nicht nach Ost-Berlin wollten, die Gottesdienste in der Schrippenkirche. Der Pfarrer der Versöhnungskirche Helmut Hildebrandt schlug der Kirchenleitung deshalb vor in der Schrippenkirche eine zweite Pfarrstelle einzurichten. Zwischen den Diakonissen und Hildbrandt kam es zu Spannungen, da Hildebrandt, ein Anhänger Rudolf Bultmanns, eine grundsätzlich andere theologische Haltung als die frommen Diakonissen vertrat. Diese baten ihn, den Morgenandachten fernzubleiben. Schließlich durfte Hildebrandt einmal monatlich eine Predigt halten.
1957 entstand aus Innerer Mission und dem Hilfswerk der Evangelischen Kirche in Deutschland das Diakonische Werk, zu dem der Verein Schrippenkirche e. V. nun gehörte. Allerdings hatte der Verein keine Vereinsmitglieder mehr, sondern nur einen Vorstand und einen Geschäftsführer. 1960 bekam das Heim eine weltliche Leitung. Es gab nun ein Jugendwohnheim für 60 Mädchen, ein Altersheim, eine Wohnstätte für Menschen mit Behinderung und ein Wohnhaus für 15 Familien.
Durch den Mauerbau am 13. August 1961 wurde die Gemeinde von der Versöhnungskirche und ihrem Gemeindehaus und ihren Pfarrern getrennt. Die Gemeinde nutzte nun den Andachtssaal, in den eine Orgel und eine Schwerhörigenanlage eingebaut wurde. Die Predigten hielt Pastor Walter Golze, während Pfarrer Helmut Hildebrandt im Ostteil der Stadt blieb, aber seine Kirche nicht mehr betreten durfte.
1963 wurde die Kapelle erneut eingeweiht. Zum Einweihungsgottesdienst in der restaurierten Kapelle erhielt jeder Besucher eine Schrippe, die an den Hunger erinnern sollte. Zur Einweihung wurde das neu geschaffene Kirchenkreuz des Künstlers Hans-Joachim Burgert aufgestellt.
Bis in die 1970er Jahre arbeitete das Altenheim und Jugendwerk des Diakonischen Werkes dort. 1972 lebten und arbeiteten 75 Menschen in den Gebäuden der Schrippenkirche. Sechs im Altersheim, zwölf Kinder zwischen 2 und 14 Jahren, 22 Jugendliche zwischen 15 und 19 Jahren, 12 behinderte Erwachsene in Wohngruppen, für die es 23 Mitarbeiter gab.

#### Ende der alten Schrippenkirche

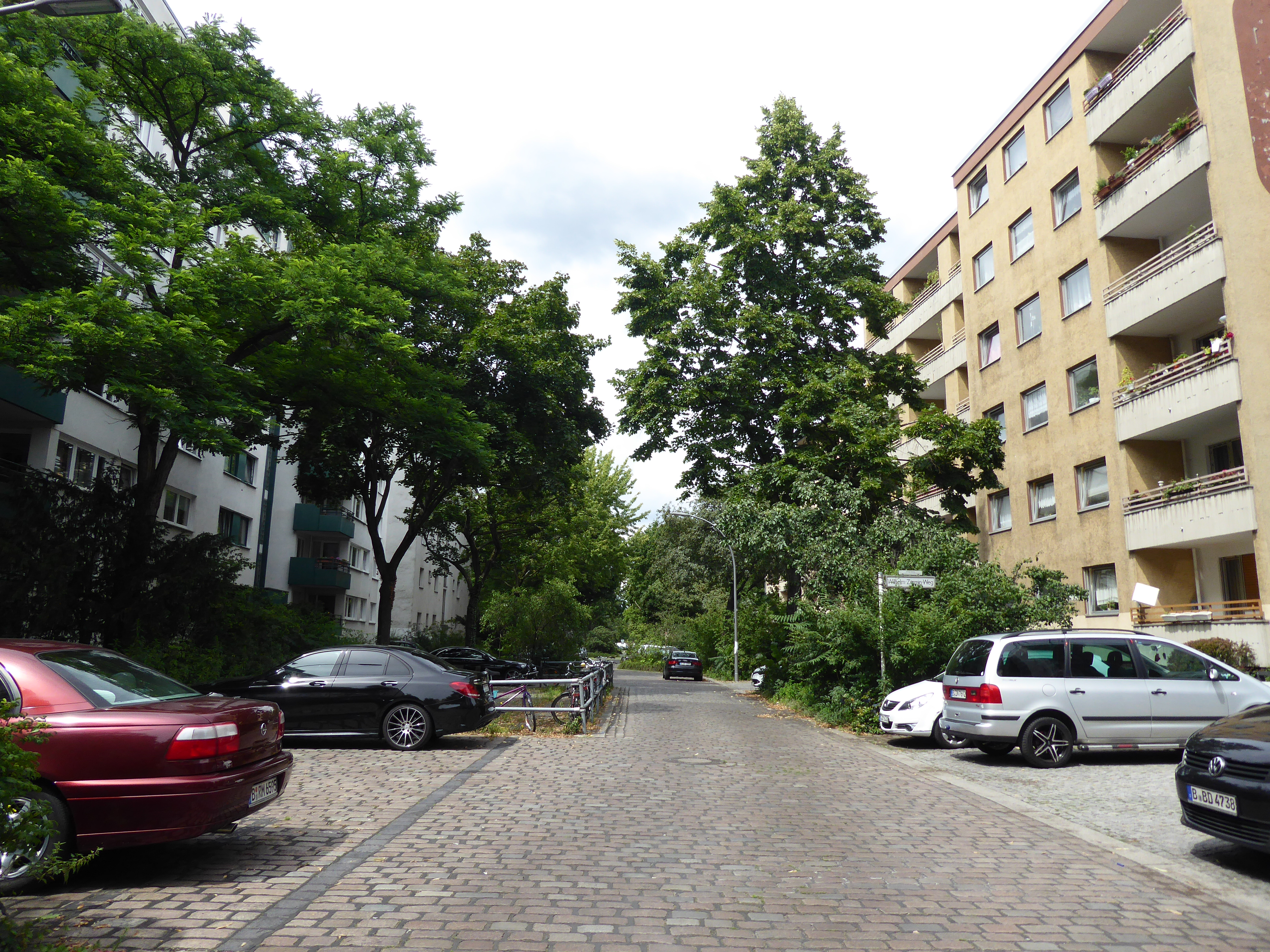
Ackerstraße im Bereich der ehemaligen Schrippenkirche

Ab 1976 traf die Flächensanierung des Berliner Senats auch die Gebäude der Schrippenkirche. Bereits Anfang der 1950er Jahre entstand hier mit der Ernst-Reuter-Siedlung das erste Demonstrativbauvorhaben der Nachkriegszeit, das die von Abriss und Neubau geprägte Stadterneuerung in West-Berlin einleitete. Die gegenüberliegenden Meyers Höfe waren schon am 17. Oktober 1972 gesprengt worden, an ihre Stelle entstanden nun moderne Wohnbauten, den Vorstellungen der 1970er Jahre entsprechend.
Im Rahmen eines Tausches zwischen dem Verein und dem Sanierungsträger Vaterländischem Bauverein im Jahre 1976 erhielt der Vaterländische Bauverein das Grundstück des Vereins mit den traditionellen Bauten in der Ackerstraße 52, während der Verein das Grundstück der gegenüberliegenden Ackerstraße 136/137 erhielt. Hier entstand ein neues Haus des Architekten Harald Franke, das am 28. September 1979 durch Bischof Martin Kruse eingeweiht wurde. Im neuen Haus entstand ein Kinder-, Jugend- und Altenheim, in dem 36 Kinder in drei Gruppen, 14 Mädchen in einer Wohngruppe, sechs Mädchen in einer Wohngemeinschaft, acht behinderte Frauen und 27 Senioren in Einzelzimmern lebten. Auch das neue Haus trug den traditionellen Namen „Schrippenkirche“.

#### Besetzung
Das alte Gebäude der Schrippenkirche stand nach dem Auszug leer und sollte nach den Plänen des Senats und des Weddinger Bezirksamtes abgerissen und unter der Trägerschaft des Vaterländischen Bauvereins neu bebaut werden. Es fehlte aber dem geplanten Neubaugebiet eine Begegnungsstätte und ein Haus für Jugendarbeit. Bereits im Oktober 1979 entstand deshalb auf Initiative des Gemeindekirchenrats der Versöhnungskirche eine Initiative zum Erhalt der alten Schrippenkirche, die die leerstehenden Räume besetzte. In das Haus zogen ca. 50 Jugendliche, Trebegänger, arbeitslose Lehrlinge, Haftentlassene und Studenten ein. Es fanden Gespräche mit dem Vaterländischen Bauverein statt, der anfangs die friedliche Besetzung der Räume duldete. Die Besetzung fand schnell prominente Unterstützung durch Joseph Beuys, die Schriftstellerin Ingeborg Drewitz, Bischof Kurt Scharf oder Helmut Gollwitzer. Der Künstler NIL Ausländer schuf eine Mappe mit Linolschnitten „Gegen den Abriss und zur Geschichte der Schrippenkirche“. Es entstand ein Café, in das an Wochenenden bis zu 200 Besucher kamen und in dem Veranstaltungen stattfanden. Es fand sich schließlich mit dem „Christlichen Jugenddorf e. V.“ ein Träger der bereit war die Kosten für den Kauf und die Renovierung des Hauses zu übernehmen, um dort die Sozialarbeit im Sinne der alten Schrippenkirche weiterzuführen. Am 16. November 1979 entschied sich die Bezirksverordnetenversammlung des Bezirks Wedding gegen den Fortbestand der Schrippenkirche und für die Neubebauung nach der Vorlage des Baustadtrats Horst Renner.
Die Besetzung endete am 7. März 1980, als begleitet von einem großen Polizeiaufgebot, der Abriss begann. Zu dieser Zeit wohnten noch zehn Besetzer in dem Haus, die mit ansehen mussten, wie das Haus Stück für Stück abgerissen wurde. Anschließend verklagte der Vaterländische Bauverein die Initiativgruppe wegen der Besetzung, da er Besetzer nicht habhaft werden konnte. In erster Instanz erfolgte ein Freispruch, worauf der Bauverein Revision einlegte. In zweiter Instanz wurde der Prozess niedergeschlagen, aber die Prozesskosten von mehreren tausend Mark mussten die Parteien selber tragen.
Das ehemalige Gebäude der Schrippenkirche wurde durch ein achtgeschossiges Wohnhaus mit 81 Wohnungen und Tiefgarage ersetzt.

### Schrippenkirche e.V.

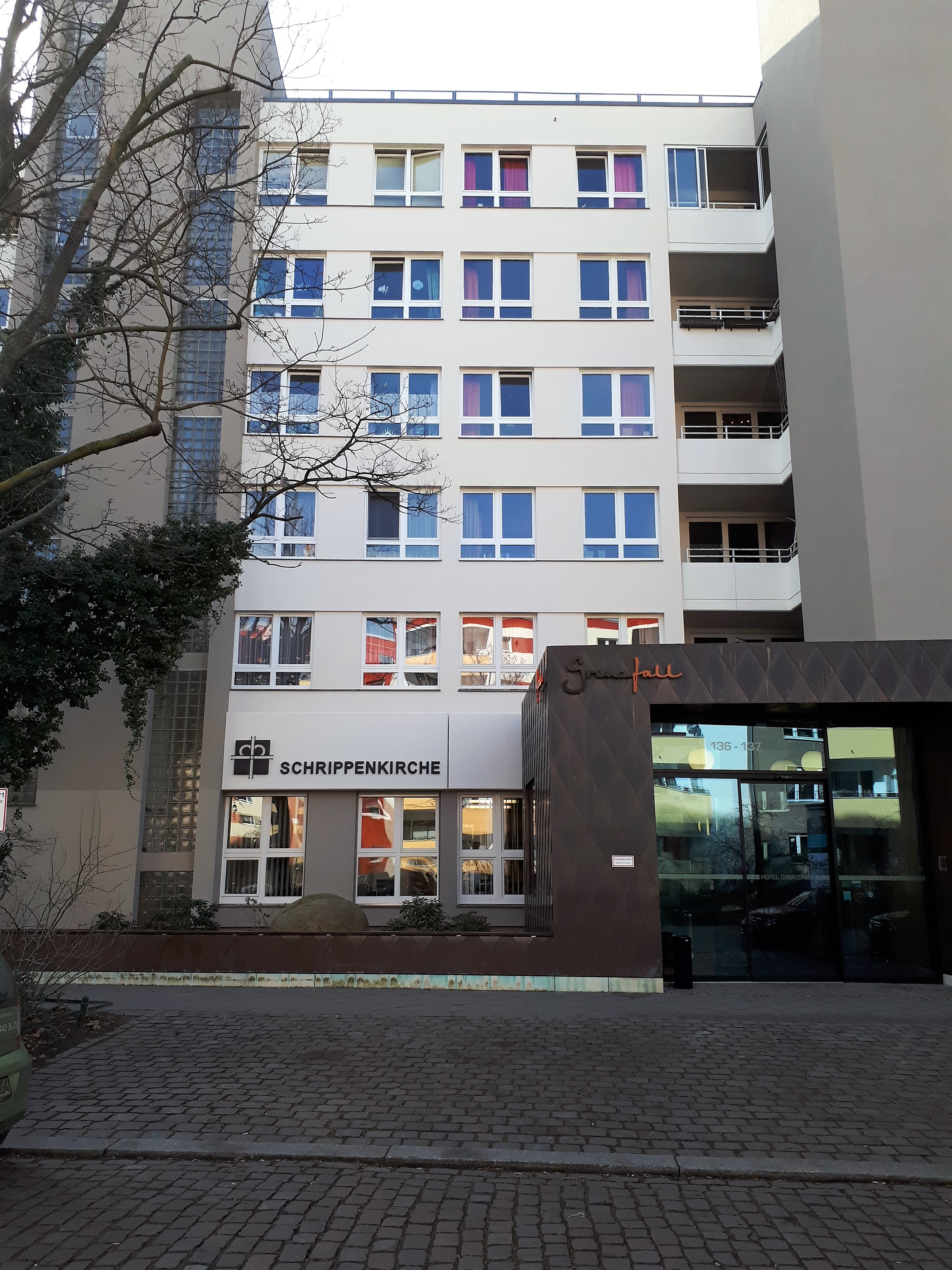
Gebäude der Schrippenkirche in der Ackerstraße

Das auf der gegenüberliegenden Straßenseite entstandene Haus war als Kinder-, Jugend- und Altenheim konzipiert, es zeigte sich aber, dass der Kinder- und Jugendbereich aufgelöst werden musste, weil kein Bedarf mehr für Waisenkinder bestand und Jugendliche nicht mehr in Heime eingewiesen wurden. Hinzu kam eine finanzielle Krise, die durch den Vorstandsvorsitzenden des Vereins, dem Weddinger Jugendstadtrat, ausgelöst wurde, wodurch der Verein plötzlich tief verschuldet war. Durch die Unterstützung des Weddinger Finanzstadtrates und langjährigen Vorstandsvorsitzenden des Vereins Schrippenkirche Horst-Dieter Havlicek konnten die Finanzen saniert werden. Er erreichte u. a. einen Verzicht der Berliner Bank auf ihre Forderungen.

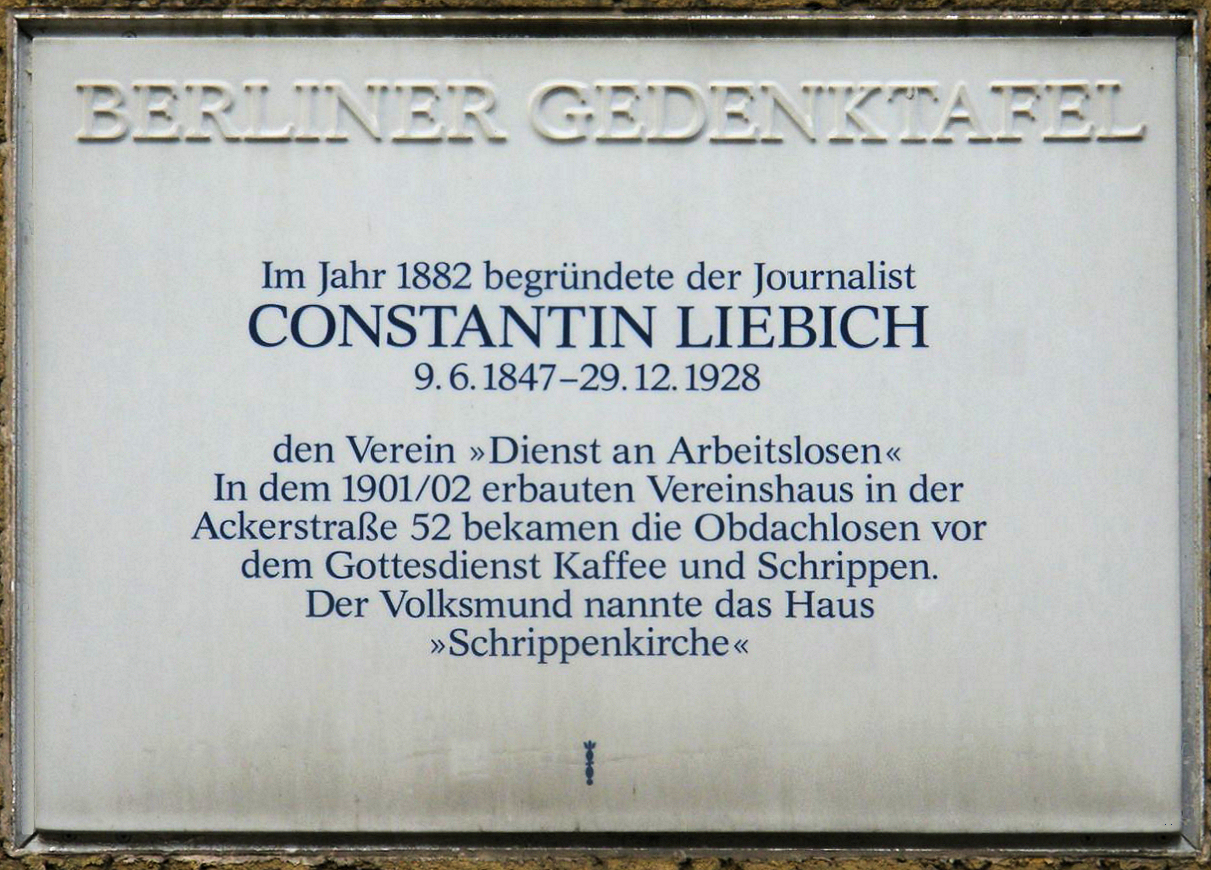
Gedenktafel für Constantin Liebich in der Ackerstraße 52

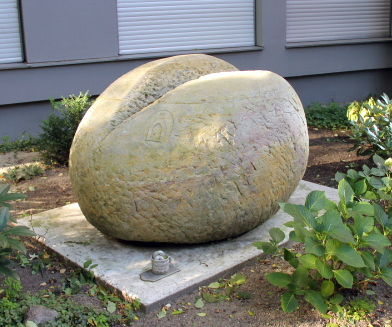
Skulptur Schrippe
(Michael Spengler, 2007;
Gewicht: fünf Tonnen)

Seit 1982 wurden neben den Senioren auch geistig und seelisch Behinderte betreut. Auf fünf Etagen lebten je acht Bewohner zwischen 18 und 40 Jahren in einer familienähnlichen Gruppe, die von fünf Erziehern betreut wurden. Das Heim wurde zum Jahresende 2008 geschlossen. Stattdessen entstand das Integrationshotel „Hotel Grenzfall“.
Am 30. November 1988 wurde vom damaligen Weddinger Bezirksamt am Wohnhaus der Ackerstraße 52 eine Gedenktafel für Constantin Liebich und seine Idee der Schrippenkirche enthüllt.
Zum 125-jährigen Jubiläum der Schrippenkirche wurde am 30. August 2007 eine in Stein gemeißelte Skulptur in Form einer Schrippe an der Ackerstraße 136/137 vom Bildhauer Michael Spengler gestaltet. Die Skulptur besteht aus Sandstein und wurde mithilfe von Bohlen und Rundhölzern an ihre Position geschoben. Im Jahr 2010 wurde die Einweihung durch die Schrippenkirche als Träger des Integrationshotels „Grenzfall“ gefeiert. Seitdem existiert in der Ackerstraße 137 ein „Wohnheim für Erwachsene mit besonderen Bedürfnissen“. Ende der 2010er Jahre wohnten 48 Menschen verteilt auf fünf Gruppenverbände in der Wohnstätte der Schrippenkirche.
2017 ging der Verein Schrippenkirche in der Hoffnungstaler Stiftung Lobetal auf.
In der Schrippenkirche existiert eine Wohnstätte in dem sechsgeschossigen Gebäude für erwachsene Menschen mit Behinderung.

### Hotel Grenzfall
Das Hotel Grenzfall ist das erste Integrationshotel in Berlin-Mitte. Der Name ‚Grenzfall‘ bezieht sich auf die Lage zur ehemaligen Berliner Mauer. Er symbolisiert aber auch das Überwinden und Beseitigen von Grenzen trotz Beeinträchtigungen.

### Websites
- Schrippenkirche – Home. In: schrippenkirche.eu. Abgerufen am 21. Mai 2020.
- Schrippenkirche – Geschichte. In: schrippenkirche.de. Abgerufen am 21. Mai 2020.
- Sachakte I. HA Rep. 77 B, Nr. 443 Verein "Dienst an Arbeitslosen" zur Unterbringung, Verpflegung und Arbeitsbeschaffung (kein Digitalisat). In: Geheimes Staatsarchiv
- Eine Schrippe für die Schrippenkirche. In: denkwerk-berlin.de. Abgerufen am 21. Mai 2020.
- 125 jahre Schrippenkirche. Abgerufen am 16. Dezember 2020.
- Geschichte der Schrippenkirche und des Verein Schrippenkirche e. V in Berlin-Wedding auf YouTube, 30. April 2017.
- 125 Jahre Schrippenkirche auf YouTube, 24. September 2017, abgerufen am 16. Dezember 2020.
- Hörspiel: Wir leben noch - wir packens jetzt !, Westdeutscher Rundfunk 1982 (nicht online)
- Kathrin Chod, Herbert Schwenk, Hainer Weisspflug: Schrippenkirche. In: Hans-Jürgen Mende, Kurt Wernicke (Hrsg.): Berliner Bezirkslexikon, Mitte. Luisenstädtischer Bildungsverein. Haude und Spener / Edition Luisenstadt, Berlin 2003, ISBN 3-89542-111-1 (luise-berlin.de – Stand 7. Oktober 2009).
- Kathrin Chod, Herbert Schwenk, Hainer Weisspflug: Liebich, Constantin. In: Hans-Jürgen Mende, Kurt Wernicke (Hrsg.): Berliner Bezirkslexikon, Mitte. Luisenstädtischer Bildungsverein. Haude und Spener / Edition Luisenstadt, Berlin 2003, ISBN 3-89542-111-1 (luise-berlin.de – Stand 7. Oktober 2009).
- Die Rückkehr des Kreuzes: Nach einer Odyssee wurde das Altarkreuz der alten Schrippenkirche wieder aufgestellt. In: berliner-woche.de. 25. November 2019, abgerufen am 19. Mai 2020.
- Das Kreuz der Schrippenkirche in neuem Glanz – ein Symbol, das den Menschen beschreibt. In: lobetal.de. Abgerufen am 21. Mai 2020.
- Jochim Stoltenberg: Vom Wunder des gewaltfreien Mauerfalls. In: morgenpost.de. 13. August 2012, abgerufen am 19. Mai 2020.

### Bilder
- Wagen der Brockensammlung beim Sammeln von „Brocken“
- Brockensammlung
- Eingang zur Schrippenkirche im Jahre 1929
- Passanten werben für die Schrippenkirche
- Schrippenkirche im Jahre 1920, Willy Römer
- Werbeschild Schrippenkirche, Willi Ruge
- Fotocollage zur Skulptur „Schrippe“